# إنيرجتيك (باسكورتوستان)
إنيرجتيك (بالروسية: Єнергетик) هي مدينة في جمهورية باشكورتوستان في روسيا.
يبلغ عدد سكانها حوالي 3243 نسمة.